# Pedersens björnbär
Pedersens björnbär (Rubus pedersenii) är en rosväxtart som beskrevs av Martensen och H.E.Weber. Enligt Catalogue of Life ingår Pedersens björnbär i släktet rubusar och familjen rosväxter, men enligt Dyntaxa är tillhörigheten istället släktet rubusar och familjen rosväxter. Arten har ej påträffats i Sverige. Inga underarter finns listade i Catalogue of Life.